# Alarmdraht
Ein Alarmdraht ist ein Draht, der Alarm auslöst. Alarmdrähte finden unter anderem in Gefahrenmeldeanlagen, in Glasbruchmeldern, in Grenzbefestigungen wie der Innerdeutschen Grenze oder als Element von Selbstschussanlagen Verwendung.
Die Funktionsweise ist elektromechanisch: Wenn der stromdurchflossene Draht zerreißt, wird durch das Unterbrechen des Stromkreislaufes der Alarm ausgelöst.